# 黃五福
黃五福（越南语：／，1713年—1776年）是越南後黎朝末期的一名宦官，也是鄭主麾下的一員名將，封爵曄郡公（越南语：／）。黃五福以其成功鎮壓北河農民起義和攻佔廣南阮主的都城富春的事蹟聞名。

## 鎮壓起義
鄭主在鄭棡執政期間，由於鄭棡荒淫無度，導致了北河地區大量農民揭竿而起。鄭氏府僚中的阮貴憼、阮公寀、武公宰等人遂廢黜了鄭棡，立其弟鄭楹。但當時北河已經大亂，海陽、山南、山西、清華、乂安等地皆被農民起義軍佔據，其中以海陽的闔郡爺阮有求最為強悍，且神出鬼沒，屢破鄭軍。1743年，阮有求殺死了鄭主前往討伐的水道都兵鄭榜，自稱「東道統國保民大將軍」，威震北河。次年，黃五福奉命討伐阮有求，圍攻其根據地涂山。但阮有求卻突圍而出，攻陷京北城，直逼昇龍。黃五福奉命領兵回援，與張洭一起收復了京北城。
但阮有求的勢力依然很大，多次擊敗鄭氏的討伐軍。1745年，黃五福奉命同范廷重一起再次前往討伐，大敗阮有求於昌江城。1750年，黃五福追隨鄭楹征討據守太原一帶的農民軍首領僻郡爺阮名芳。次年鄭楹擒獲阮名芳，范廷重擒獲阮有求，二人皆在昇龍處斬。
1754年，黃五福因這一系列的戰功被封為曄郡公，成為鄭主最為倚重的大將之一。其養子黃廷寶受封暉郡公、黃廷體受封體郡公，權傾一時。

## 南征順廣
景興二十六年（1765年），廣南阮主阮福濶逝世，遺詔由第二子阮福㫻即位。但權臣張福巒篡改遺詔，擁立第十六子阮福淳繼位。張福巒貪婪而且蠻橫，國中之人將他比作秦檜，稱之為「張秦檜」。張福巒的貪婪引起了農民的不滿，農民阮岳、阮侶、阮惠在西山起兵，攻取了廣南大部分土地。
景興三十五年（1774年）夏五月，鄭主鄭森見阮主的統治岌岌可危，於是命黃五福率黃馮基、黃廷寶、黃廷體等為將，以三十三營將士及淸乂東南諸道水步兵三萬人討伐阮主。同年十月，黃五福通過暗中收賣阮主的邊吏，順利度過天險𤅷江，並攻破阻擋鄭兵數百年的鎭寧壘、日麗壘。隨後，黃五福抵達鎮寧疊後，傳檄順化、廣南二處曰：
|  | “大君有命，用昭除暴之仁；長子帥師，載繹朝言之義。兵革本非得已，奸惡在所必誅。惟國家奄有輿圖，光辟辛土，顧此順化，亦在封域之中。自端國公以勛戚大臣，奉先祖委方之重任...彼左相張福巒者，斗宵小器，思蜮邪心，夤緣閨闥之親，叨竊機樞之任，崇信奸慝，陷害忠良...我主上仁守陸族，志切當民，用的邊書，渙催戎毂，救焚拯溺，載馳六月之師；禦口口仇，用急春秋之義...” |

阮主的官員阮久法等相信「此舉只除一巒，竝無攘奪之意」，於是擒張福巒來獻。阮福淳向鄭森進貢黃金八百兩、另以黃金二百兩向黃五福行賄，商議今後向朝廷納地圖、貢賦為條件，請鄭兵退出，但不獲回覆。於是阮福淳決意拒戰，但接連被黃五福率兵大敗，最終只能攜王公大臣等南逃廣南。黃五福進佔富春後，出榜招喻百姓，士民安堵如故，阮兵降者五千餘人，順化人民都說「不國二百年來，復覿朝廷衣冠」。黃五福一共收復人民十二萬六千八百五十有七，公私田土畝數二十六萬五千五百有七。
隨後黃五福被鄭森封為「順化大鎮撫」，鎮守富春一帶，伺機南下，不久擊敗了西山軍，最遠南征到省廣義邊界的珠塢。阮岳認為自己不能抵擋，於是向黃五福假裝投降，表示自己願意作為大军前锋消滅阮主；黃五福當時正因為軍兵大疫打算回師，故而也希望招撫西山軍，利用其來消滅阮主，因此派遣阮有整冊封阮岳為「西山長校，壯節將軍」。1775年（景興三十六年），黃五福率軍北還，病死於途中。鄭森諡之為忠正，尊之為神，配享於鄭氏的宮廟。
鄭主統治末期的權臣有不少出自黃五福門下，如暉郡公黃廷寶、碩郡公黃馮基、璉郡公丁錫壤、鵬郡公阮有整等人。黃五福在越南歷史上是一位有爭議的人物。一些越南人把他當作戰神，與同為宦官的將軍李常傑齊名；而另一些人認為他是權奸，將他比作中國歷史上的趙高和魏忠賢。